# Raoni (film)
Pour plus de détails, voir Fiche technique et Distribution.
Raoni est un documentaire belge réalisé par Jean-Pierre Dutilleux et Luiz Carlos Saldanha en 1976 sur la vie du chef Raoni Metuktire.

## Synopsis
Ce film, tourné au Brésil, en pleine forêt amazonienne, traite de la tribu des Kayapos et du célèbre Chef Raoni qui luttent pour préserver la forêt amazonienne.

## Fiche technique
- Titre : Raoni
- Réalisation : Jean-Pierre Dutilleux et Luiz Carlos Saldanha
- Scénario : Jean-Pierre Dutilleux
- Photographie : Luiz Carlos Saldanha
- Montage : Vera Freire
- Musique : Egberto Gismonti
- Son : Barry Hugh Williams
- Format : couleur
- Genre : documentaire
- Durée : 84 minutes
- Date de sortie : 15 février 1978

## Distribution

### France
- Jacques Perrin (narrateur)
- Raoni Metuktire
- Cláudio Villas-Boas
- Clive Kelly (acteur)

### États-Unis
- Marlon Brando: (narrateur)

## Distinctions
Le film, Raoni, est d'abord présenté lors du Festival de Cannes, puis connaît le succès dans sa version en anglais narrée par Marlon Brando; il figure ainsi dans la liste des nommés pour le meilleur documentaire lors de la Cérémonie des Oscars de 1979 et reçoit, la même année, quatre récompenses, dont celle du meilleur film, lors du Festival du cinéma de Gramado.

## Controverses
Dès le 22 juillet 1981, le quotidien brésilien Folha de S.Paulo expose que la FUNAI (Fondation nationale de l'Indien, organisme chargé des affaires indiennes au Brésil) est à l'origine de la création d'une loi ayant fait jurisprudence à la suite des problèmes rencontrés autour du film Raoni. L'article, qui explique que Raoni a été le premier film commercial au Brésil avec la participation d'Indiens, prétend qu'il « n'a pas respecté l'accord signé avec la FUNAI de transférer 10 % des bénéfices aux Indiens Txucarramae, de la région du Xingu ». L'article détaille les nouveaux critères mis en place par la FUNAI : « Les Indiens qui participeront aux tournages devront recevoir un cachet et être signalés au Syndicat des artistes de Rio de Janeiro et à la FUNAI. » Selon Jean-Pierre Dutilleux, les affirmations de cet article sont contredites par une lettre du 7 mai 1990 de Megaron Txuccaramae, neveu de Raoni, qui indique que les Indiens ont touché des droits d'auteurs sur le film Raoni : « Quand [Jean-Pierre Dutilleux] a fait le film Raoni, en 1976, il a été le premier cinéaste à donner aux Indiens des droits d'auteur que nous avons reçus directement du distributeur Embrafilm après qu'il nous a ouvert notre premier compte bancaire. » Cette lettre, dont il est précisé qu'elle a été lue au cacique Raoni et approuvée par lui en présence du conseiller de l'ambassade de Belgique à Brasilia, a été publiée dans l'ouvrage L'Indien blanc.
Le 2 avril 1990, dans un épisode du magazine télévisé d'investigation World in Action, « Sting and the Indians » (Sting et les Indiens), Jean-Pierre Dutilleux est accusé par le photographe Alexis de Vilar, cofondateur avec lui de l'organisme de charité Tribal Life Fund, d'être à l'origine de la disparition de la recette d'un gala organisé au Chinese Theatre de Hollywood le 28 mars 1979 autour du film Raoni. Dans une lettre non datée, rendue publique par l'Association pour la Forêt vierge en mars 2017, Barry Hugh Williams, coproducteur aujourd'hui décédé du film Raoni, déclare en réponse à la diffusion du reportage de World in Action que « selon mon souvenir de l'événement, Jean-Pierre Dutilleux n'a participé à aucun comptage d'argent reçu ce soir-là » et que « l'argent reçu ce soir-là a juste couvert ou à peine couvert les coûts d'organisation de l'événement (...) Je n'ai pas connaissance de la moindre somme reçue par lui en connexion avec le Tribal Life Fund dans les semaines et mois qui ont suivi ».